# Mercedes McCambridge
Carlotta Mercedes Agnes McCambridge (* 16. März 1916 in Joliet, Illinois; † 2. März 2004 in La Jolla, Kalifornien) war eine US-amerikanische Radiosprecherin sowie Theater- und Filmschauspielerin.

## Leben
Noch während sie am College studierte, begann Mercedes McCambridge beim Radio zu arbeiten. In den 1940er Jahren etablierte sie sich als Sprecherin in Hörspielen. Daneben begann sie, auch auf der Bühne zu spielen und war unter anderem am Broadway zu sehen. Ihr Filmdebüt gab sie 1949 in Der Mann, der herrschen wollte an der Seite von Broderick Crawford, John Ireland und John Derek. Für ihre überzeugende Darstellung wurde die junge Schauspielerin sowohl mit einem Golden Globe als auch mit einem Oscar ausgezeichnet. Der Erfolg brachte ihr weitere Rollen in größeren Kinoproduktionen. 1954 spielte sie zusammen mit Joan Crawford und Sterling Hayden in Johnny Guitar – Wenn Frauen hassen, wo sie in der Schurkenrolle als psychopathische Rancherin zu sehen war. Unter Regisseur George Stevens spielte sie die Schwester von Jordan „Bick“ Benedict (Rock Hudson) in Giganten. Für ihre Darstellung wurde sie 1957 zum zweiten Mal für einen Oscar als beste Nebendarstellerin nominiert. In Joseph L. Mankiewicz’ Plötzlich im letzten Sommer traf sie erneut auf Elizabeth Taylor, ihre Kollegin aus Giganten. 1973 lieh sie der besessenen Linda Blair in William Friedkins Der Exorzist ihre Stimme. Gegen Ende der 1970er Jahre zog sich Mercedes McCambridge aus dem Filmgeschäft zurück. Einer ihrer letzten Auftritte war eine Gastrolle in der Serie Magnum mit Tom Selleck.
McCambridge war von 1939 bis 1946 mit William Fifield und von 1950 bis 1962 mit Fletcher Markle verheiratet. Aus erster Ehe ging ein Sohn hervor. Sie starb im Alter von 87 Jahren Anfang März 2004 im kalifornischen La Jolla.

## Filmografie (Auswahl)
- 1949: Der Mann, der herrschen wollte (All the King's Men)
- 1951: Von Gier besessen (Inside Straight)
- 1951: Lightning Strikes Twice
- 1954: Johnny Guitar – Wenn Frauen hassen (Johnny Guitar)
- 1956: Giganten (Giant)
- 1957: In einem anderen Land (A Farewell to Arms)
- 1958: Im Zeichen des Bösen (Touch of Evil)
- 1959: Plötzlich im letzten Sommer (Suddenly, Last Summer)
- 1959–1966: Tausend Meilen Staub (Rawhide) (Fernsehserie Ep. 6 und 19)
- 1960: Cimarron
- 1964: Preston & Preston (The Defenders) (Fernsehserie, Episode 4x06)
- 1968: Killer auf Befehl (The Counterfeit Killer)
- 1969: Marquis de Sade: Justine
- 1969: Der heiße Tod (99 mujeres)
- 1972: Der unsichtbare Mörder (Killer By Night)
- 1973: Der Exorzist (The Exorzist)
- 1974: The Other Side of the Wind (veröffentlicht 2018)
- 1977: Ich habe recht und du bist schuld (Thieves)
- 1978: Drei Engel für Charlie (Fernsehserie: Episode: Tod auf der Schönheitsfarm)
- 1979: Airport ’80 – Die Concorde (The Concorde: Airport ’79)
- 1980: Magnum (Fernsehserie, Gastauftritt)
- 1983: Echoes
- 1986: Unglaubliche Geschichten (Amazing Stories)

## Auszeichnungen

### Golden Globe
- 1950: Auszeichnung als Beste Nachwuchsdarstellerin für Der Mann, der herrschen wollte
- 1950: Auszeichnung als Beste Nebendarstellerin für Der Mann, der herrschen wollte

### Oscar
- 1950: Auszeichnung als Beste Nebendarstellerin für Der Mann, der herrschen wollte
- 1957: Nominierung als Beste Nebendarstellerin für Giganten

### Weitere Auszeichnungen
Bei der Adresse 6243 Hollywood Blvd. wurde die Leistung von Mercedes McCambridge im Fernsehen mit einem Stern auf dem Hollywood Walk of Fame gewürdigt. Ein weiterer Stern wurde der Schauspielerin für ihre Arbeit beim Film gewidmet. Dieser ist bei der Adresse 1720 Vine Street zu finden.